# کاشت ماده جوهرافشان
کاشت ماده جوهرافشان (به انگلیسی: Ink Jet material deposition) یک تکنولوژی تولید نوظهور است که در آن از تکنولوژی چاپ جوهرافشان برای نشاندن/کاشت ماده بر روی یک بستر زمینه استفاده می شود. این روش برای از بین بردن هزینه های ثابت تولید و کاهش میزان مواد اولیه مورد استفاده به وجود آمده است.

## موارد استفاده
هرآنچه با روش های پیشین چاپ تولید شده است گزینه ی مناسبی برای این روش جدید است. علاوه بر این، دقت این روش می تواند برای کابردهای صنعتی مفید واقع شود. برای مثال:
- تولید صفحه نمایش دیود نورگسیل اوگانیک
- بردهای مداهای چاپی معمولاً توسط روش چاپ اسکرین تولید می شوند. این روش معمولاً برای ساخت نمونه های اولیه و یا تولیدات با تعداد پایین از نظر هزینه مقرون به صرفه نیست. از جوهر رسانا می توان برای مسیرهای جریان در مدار استفاده کرد.

## مزیت ها
از آنجا که تکنولوژی پایه این روش بر تکنولوژی دیجیتالی استوار است ، هزینه های شروع تولید نسبتاً کم است. همچنین، هر نسخه تولید شده ممکن است با آخرین نسخه تفاوت داشته باشد.
هدر رفت ماده اولیه در این روش کم است که از نظر اقتصادی مقرون به صرفه است. 

## ایرادات
ماده ای که برای کاشت استفاده می شود باید با سر پرینتر (بخشی از چاپگر جوهر افشان است که شامل تمام دهانه های ریز و درشتی است که جوهر را روی کاغذ اسپری می کنند) همخوانی داشته باشد. همچنین این مواد باید از نظر خاصیت گرانروی در محدوده مشخصی باشند. 

## جستارهای  وابسته
- چاپ جوهرافشان
- تکنولوژی جوهرافشان